# Message Passing Interface
Message Passing Interface (dále jen MPI) je knihovna implementující stejnojmennou specifikaci (protokol) pro podporu paralelního řešení výpočetních problémů v počítačových clusterech. Konkrétně se jedná o rozhraní pro vývoj aplikací (API) založené na zasílání zpráv mezi jednotlivými uzly. Jedná se jak o zprávy typu point-to-point, tak o globální operace. Knihovna podporuje jak architektury se sdílenou pamětí, tak s pamětí distribuovanou (dnes častější). Z pohledu referenčního modelu ISO/OSI je protokol posazen do páté, tedy relační vrstvy, přičemž většina implementací používá jako transportní protokol TCP.
Toto API je nezávislé na programovacím jazyce, neboť se jedná především o síťový protokol. Nejčastěji se však setkáme s implementací v C, C++, Javě, Pythonu, Fortranu a výjimkou není ani podpora přímo na úrovni hardwaru. Při návrhu celého rozhraní i při jeho implementaci byl vždy kladen důraz především na výkon, škálovatelnost a přenositelnost. K nevýhodám, ale zároveň také výhodám této knihovny patří její nízkoúrovňový přístup. Nehodí se tedy pro rychlý vývoj aplikací (RAD), ale spíše pro aplikace, kde je rozhodující rychlost běhu aplikace, což je ale pro paralelní systémy typické. To je i možná důvodem, proč se stala v této oblasti de-facto standardem. Ke standardizačnímu řízení u některé ze známých organizací zabývajících se standardy, jako např. ISO, IEEE apod., však zatím nedošlo.

## Historie
První návrh standardu MPI byl uveřejněn v časopise Supercomputing v roce 1994. V současné době existují dvě hojně používané verze: Starší verze 1.2 (často označovaná pouze jako MPI-1), která klade důraz na posílání zpráv, a verze 2.1 (často označovaná pouze jako MPI-2), která přináší navíc (mimo jiné) paralelní vstupně výstupní operace, dynamickou správu procesů a vzdálené operace s pamětí. Verze 1.2 obsahovala okolo 128 funkcí, zatímco verze 2.1 čítá více než 500 funkcí. Přičemž verze 2.1 zpětně kompatibilní s 1.2, čili programy napsané pro verzi 1.2 by měly s verzí 2.1 bez problému fungovat. Uživatelé budou pouze u některých funkcí upozorněni, že jsou již zastaralé. Vzhledem ke stále velkému počtu aplikací psaných pro verzi 1.2 byla zpětná kompatibilita nutností.

## Funkce a důležité rysy
Účelem rozhraní knihovny MPI je poskytnout nezbytnou virtuální topologii a funkce pro synchronizaci a komunikaci mezi množinou procesů (namapovaných na množinu počítačů) nezávisle na programovacím jazyce, avšak zároveň se přizpůsobit možnostem daných programovacích jazyků. MPI programy pracují vždy s procesy, ačkoli se často hovoří o procesorech. Pro dosažení nejlepšího výkonu je zapotřebí přidělit každému procesu jeden procesor, odpadá tím tak zpoždění způsobené přepínáním kontextu. K tomuto mapování však nedochází v době překladu aplikace ale v době běhu aplikace, a to prostřednictvím agenta, který MPI program spustil. Většinou se tento agent jmenuje mpirun nebo mpiexec.
Operace point-to-point mohou být:
- blokující
- neblokující

### Komunikátor (communicator)
Jednou z nejdůležitějších věcí pro pochopení knihovny MPI jsou komunikátory. Komunikátory jsou skupiny procesů při běhu MPI aplikace. Komunikátory se dají dynamicky vytvářet. Skupina MPI_COMM_WORLD existuje vždy a obsahuje všechny procesy dané aplikace. Proces je identifikován podle ranku, což je jeho pořadové číslo od nuly uvnitř skupiny. Pro komunikaci jsou pak k dispozici dva mechanismy: message passing a remote memory access. [6]

### Point-to-point komunikace
Velká část funkcí v MPI je určena pro realizaci komunikace mezi dvěma procesy. Klasickým příkladem je funkce MPI_Send, která pošle zprávu od jednoho procesu jinému procesu. Často jsou tyto funkce používány na programových architekturách typu master-slave, kde je řídící uzel zodpovědný za činnost svých „sluhů“. Typicky master pošle dávky instrukcí nebo dat každému podřízenému, počká až přijdou všechny odpovědi a pak je poskládá do jednoho celku.
Blokující funkce:
```
int
 
MPI_Recv
(
void
*
 
buf
,
 
int
 
count
,
 
MPI_Datatype
 
datatype
,
 
int
 
source
,
 
int
 
tag
,
 
MPI_Comm
 
comm
,
 
MPI_Status
 
*
status
)

int
 
MPI_Send
(
void
*
 
buf
,
 
int
 
count
,
 
MPI_Datatype
 
datatype
,
 
int
 
dest
,
 
int
 
tag
,
 
MPI_Comm
 
comm
)

```

Parametr buf je ukazatel na data která chceme odeslat, respektive na místo v paměti, kam chceme uložit přijatou zprávu. count udává počet přijatých hodnot, datatype jejich datový typ (pomocí vynásobení velikosti datového typu a počtu hodnot pak funkce zjistí kolik bajtů přečíst), source identifikuje proces, od kterého chceme číst (pomocí ranku – pořadového čísla), tag identifikuje zprávu a slouží spíše pro vizualizaci nebo ladění, comm je handle komunikátoru a konečně status obsahuje informaci o stavu operace.

Neblokující funkce:
```
int
 
MPI_Irecv
(
void
 
*
buf
,
 
int
 
count
,
 
MPI_Datatype
 
datatype
,
 
int
 
source
,
 
int
 
tag
,
 
MPI_Comm
 
comm
,
 
MPI_Request
 
*
request
)

int
 
MPI_Isend
(
void
 
*
buf
,
 
int
 
count
,
 
MPI_Datatype
 
datatype
,
 
int
 
dest
,
 
int
 
tag
,
 
MPI_Comm
 
comm
,
 
MPI_Request
 
*
request
)

```

Tyto funkce fungují stejně jako jejich blokující protějšky, pouze s tím rozdílem, že program nečeká na jejich dokončení.

### Kolektivní komunikace
Mezi funkce pro hromadnou komunikaci patří například:
```
int
 
MPI_Bcast
(
void
*
 
buffer
,
 
int
 
count
,
 
MPI_Datatype
 
datatype
,
 
int
 
root
,
 
MPI_Comm
 
comm
);

int
 
MPI_Scatter
(
void
*
 
sendbuf
,
 
int
 
sendcount
,
 
MPI_Datatype
 
sendtype
,
 
void
*
 
recvbuf
,
 
int
 
recvcount
,
 
MPI_Datatype
 
recvcount
,
 
int
 
root
,
 
MPI_Comm
 
comm
);

int
 
MPI_Gather
(
void
*
 
sendbuf
,
 
int
 
sendcount
,
 
MPI_Datatype
 
sendype
,
 
void
*
 
recvbuf
,
 
int
 
recvcount
,
 
MPI_Datatype
 
recvtype
,
 
int
 
root
,
 
MPI_Comm
 
comm
);

int
 
MPI_Reduce
(
void
 
*
sendbuf
,
 
void
 
*
recvbuf
,
 
int
 
count
,
 
MPI_Datatype
 
datatype
,
 
MPI_Op
 
op
,
 
int
 
root
,
 
MPI_Comm
 
comm
)

```

- MPI_Bcast – Pošle zprávu od procesu s rankem root všem ostatním procesům ve skupině
- MPI_Scatter – Pošle data od jedné úlohy všem ostatním ve skupině
- MPI_Gather – Shromáždí hodnoty ze skupiny procesů
- MPI_Reduce – Zredukuje data všech procesů na jednu hodnotu. Operaci redukce si lze vybrat v parametru op

### Datové typy
| MPI                | C / C++            |
| MPI_CHAR           | signed char        |
| MPI_SHORT          | signed short int   |
| MPI_INT            | signed int         |
| MPI_LONG           | signed long int    |
| MPI_UNSIGNED_CHAR  | unsigned char      |
| MPI_UNSIGNED_SHORT | unsigned short int |
| MPI_UNSIGNED       | unsigned int       |
| MPI_UNSIGNED_LONG  | unsigned long int  |
| MPI_FLOAT          | float              |
| MPI_DOUBLE         | double             |
| MPI_LONG_DOUBLE    | long double        |
| MPI_BYTE           | (není)             |
| MPI_PACKED         | (není)             |

## Implementace, aneb která je ta pravá?
Implementací MPI existuje celá řada, a proto zde zmíníme jen ty nejdůležitější: MPICH, LAM/MPI a OpenMPI.

### MPICH
Je původní implementací standardu MPI 1.x. Správná výslovnost této zkratky má být „em pí aj sí ejč“, nikoli jako „m-pitch“. Tato implementace vznikla v Argonne National Laboratory a na vývoji se také podílela Mississippi State University. První ze zmíněných pak pokračovala ve vývoji celé následující desetiletí a nyní nabízí MPICH 2, jež implementuje standard MPI 2.1. Tato knihovna je například součástí distribuce Debian.

### LAM/MPI
LAM/MPI je zkratka z Local Area Multicomputer / Message Passing Interface. Tato implementace vznikla v Ohio Supercomputing Center. Dále se na jejím vývoji podílely týmy z Ohio State University, University of Notre Dame a Indiana University Ti nyní také udržují webové stránky knihovny. Více o autorech lze najít v [1]. Podle informací dostupných na oficiálních webových stránkách projektu [2] však byl vývoj LAM/MPI zastaven (přijímají již pouze bezpečnostní záplaty) a snaha jeho vývojářů LAM/MPI se přesunula k projektu Open MPI (viz dále). Uživatelé LAM/MPI jsou zároveň vyzýváni k přechodu na Open MPI.
Pro komunikaci mezi výpočetními uzly LAM/MPI podporuje TCP/IP, sdílenou paměť, Myrinet (GM) a Infiniband (mVAPI). LAM/MPI implementuje kompletně MPI-1 a z velké části také MPI-2. Aplikace psané pro LAM/MPI jsou plně kompatibilní a snadno portovatelné na jiné implementace standardu MPI. Navíc však LAM/MPI přidává kvalitní podporu ladění. Monitorování probíhá na dvou úrovních: Jednak knihovna dokáže kdykoli pozastavit proces a vytvořit jeho snímek (angl. snapshot) a odeslat informace o jeho stavu. Takovýto snapshot pak obsahuje veškeré aspekty synchronizace, členství ve skupinách komunikátorů a také obsah zpráv. A za druhé, knihovna MPI je navržena tak, aby mohla poskytnout globální záznam veškeré komunikace, a to jak za běhu, tak po jeho skončení. Tento záznam může být dokonce vizualizován.

### Open MPI
Open MPI je poměrně nový, avšak slibný projekt, který se pokouší o spojení několika ostatních implementací MPI (FT-MPI, LA-MPI, LAM/MPI a PACX-MPI) s tím, že z každé implementace si vezme to, v čem je nejlepší. Vznikla tak kompletně nová implementace MPI-2. Za jejím vývojem stojí celé konsorcium firem a univerzit, mezi něž patří i např. University Of British Columbia, Cisco, IBM nebo Sun Microsystems. Kompletní seznam organizací podílejících se na vývoji lze najít v [3].
Její vývoj začal v říjnu roku 2005 [4]. V březnu roku 2006 spatřilo světlo světa verze 1.0. Vývoj pak pokračoval plynule dále. Dvacátého šestého června 2013 pak vyšla momentálně (v době psaní tohoto textu) aktuální stabilní verze 1.6.5. Kromě toho je také možné si stáhnout nestabilní snapshot vývojové verze, které vychází každý den, nebo rovnou získat aktuální obsah vývojového repozitáře pomocí SVN. Tato knihovna je také součástí mnoha populárních distribucí Linuxu (Fedora, Ubuntu, openSUSE...).

## Příklady
Poznámka: následující příklady byly testovány pouze na Open MPI, a proto nemusejí fungovat správně s jinými implementacemi.

### Hello World

#### Kostra aplikace
Prvním krokem úspěšného vytvoření MPI aplikace je instalace potřebných knihoven. Instalace z vaší distribuce bude pravděpodobně nejrychlejší, kdežto instalace kompilací zdrojových kódů stažených přímo z oficiálních stránek vám přinese nejčerstvější verzi. Dále je potřeba vytvořit soubor obsahující zdrojový text, např. main.c, do kterého napíšeme standardní kostru programu v jazyce C a navíc přidáme tyto tři řádky:
- na začátek souboru: #include <mpi.h> // dovoz rozhraní MPI
- na začátek funkce main: MPI_Init(&argc, &argv); // inicializace knihovny
- na konec funkce main: MPI_Finalize(); // ukončení práce s MPI

Tím jsme získali minimální kostru MPI aplikace.

#### Kompilace a spuštění
K běhu takovéto aplikace nám bude stačit jeden počítač. Kompilace se provede příkazem:
```
  $ 
mpicc
 
main.c

```

Spuštění pak jako obvykle:
```
  $ 
./a.out

```

V případě, že budeme chtít v programu používat více procesů a tedy i počítačů (kvůli tomu jsme přece MPI instalovali…), musíme nejprve vytvořit soubor openmpi_hosts, do kterého dáme jména těchto počítačů a kolik slotů mají používat. Jestliže potřebujeme používat více strojů, ale máme jen jeden, můžeme využít možnost takzvaných slotů: jednoduše napíšeme, kolik procesů může běžet na kterém stroji. Takže jestliže potřebujeme deset procesů a všechny na našem počítači, napíšeme do openmpi_hosts pouze toto:
```
localhost slots=10
```

Takto můžeme pro každý počítač specifikovat počet procesů na něm běžících. Takže takový soubor pak může vypadat například takto:
```
# Sample hostfile for OpenMPI
localhost slots=1
merlin    slots=2
eva       slots=2
adela     slots=2
```

V tomto případě však již nemůžeme aplikaci spouštět jako předtím, ale musíme k tomu použít již výše zmíněný démon mpiexec:
```
$ 
mpiexec
 
--hostfile
 
openmpi_hosts
 
-np
 
10
 
./a.out

```

Parametr -np pak udává, kolik kopií programu se má spustit a parametr - -hostfile udává cestu k souboru mapujícímu procesy na hosty.
```
 HelloWorld
```

Nyní již známe některé základní funkce knihovny MPI a také jak aplikaci zkompilovat a spustit, a proto si již můžeme vytvořit legendární Hello World (dle anglické wikipedie):
```
/*

  "Hello World" s využitím MPI

 */

 
#include
 
<mpi.h>

 
#include
 
<stdio.h>

 
#include
 
<string.h>

 

 
#define BUFSIZE 128

 
#define TAG 0

 

 
int
 
main
(
int
 
argc
,
 
char
 
*
argv
[])

 
{

   
char
 
idstr
[
32
];

   
char
 
buff
[
BUFSIZE
];

   
int
 
numprocs
;

   
int
 
myid
;

   
int
 
i
;

   
MPI_Status
 
stat
;
 

 

   
MPI_Init
(
&
argc
,
&
argv
);
 
/* inicializace MPI */

   
MPI_Comm_size
(
MPI_COMM_WORLD
,
&
numprocs
);
 
/* zjistíme, kolik procesů běží */

   
MPI_Comm_rank
(
MPI_COMM_WORLD
,
&
myid
);
 
/* zjistíme id svého procesu */

 

   
/* Protože všechny programy mají stejný kód (Same Program, Multiple Data – SPMD) rozdělíme činnost

      programů podle jejich ranku. Program s rankem 0 rozešle postupně všem zprávu a přijme od všech

       odpověď 

   */

   
if
(
myid
 
==
 
0
)

   
{

     
printf
(
"%d: We have %d processors
\n
"
,
 
myid
,
 
numprocs
);

     
for
(
i
=
1
;
i
<
numprocs
;
i
++
)

     
{

       
sprintf
(
buff
,
 
"Hello %d! "
,
 
i
);

       
MPI_Send
(
buff
,
 
BUFSIZE
,
 
MPI_CHAR
,
 
i
,
 
TAG
,
 
MPI_COMM_WORLD
);

     
}

     
for
(
i
=
1
;
i
<
numprocs
;
i
++
)

     
{

       
MPI_Recv
(
buff
,
 
BUFSIZE
,
 
MPI_CHAR
,
 
i
,
 
TAG
,
 
MPI_COMM_WORLD
,
 
&
stat
);

       
printf
(
"%d: %s
\n
"
,
 
myid
,
 
buff
);

     
}

   
}

   
else

   
{

     
/* obdržíme zprávu od procesu s rankem 0: */

     
MPI_Recv
(
buff
,
 
BUFSIZE
,
 
MPI_CHAR
,
 
0
,
 
TAG
,
 
MPI_COMM_WORLD
,
 
&
stat
);

     
sprintf
(
idstr
,
 
"Processor %d "
,
 
myid
);

     
strcat
(
buff
,
 
idstr
);

     
strcat
(
buff
,
 
"OK
\n
"
);

     
/* Odpovíme na zprávu: */

     
MPI_Send
(
buff
,
 
BUFSIZE
,
 
MPI_CHAR
,
 
0
,
 
TAG
,
 
MPI_COMM_WORLD
);

   
}

 

   
MPI_Finalize
();
 

   
return
 
0
;

 
}

```

Program zkompilujeme a spustíme:
```
[michel@localhost pokusy]$ 
mpicc
 
HelloWorld.c
 
&&
 
mpiexec
 
--hostfile
 
openmpi_hosts
 
-np
 
4
 
./a.out

0: We have 4 processors

0: Hello 1! Processor 1 OK

0: Hello 2! Processor 2 OK

0: Hello 3! Processor 3 OK

```

### Suma řady čísel
```
#include
 
<stdio.h>

#include
 
<mpi.h>

#define N 100000

#define MSG_DATA 100

#define MSG_RESULT 101

void
 
master
 
(
void
);

void
 
slave
 
(
void
);

int
 
main
(
int
 
argc
,
 
char
 
*
argv
[]){

  
int
 
myrank
;

  
// initializace

  
MPI_Init
 
(
&
argc
,
 
&
argv
);

  
// pořadí tohoto procesu

  
MPI_Comm_rank
 
(
MPI_COMM_WORLD
,
 
&
myrank
);

  

  
if
 
(
myrank
 
==
 
0
)

    
master
 
();

  
else

    
slave
 
();

  
MPI_Finalize
 
();

  
exit
 
(
1
);

}

/* rozdeluje praci sluhum */

void
 
master
 
(
void
)
 
{

  
float
 
array
[
N
];

  
double
 
mysum
 
=
 
0
,
 
tmpsum
;

  
unsigned
 
long
 
long
 
i
;

  
MPI_Status
 
status
;

  
// Naplneni pole

  
for
 
(
i
 
=
 
0
;
 
i
 
<
 
N
;
 
i
++
)

    
array
[
i
]
 
=
 
i
 
+
 
1
;

  
// Pole rozdelime na dve poloviny a kazdou posleme jednomu sluhovi

  
MPI_Send
 
(
array
,
 
N
 
/
 
2
,
 
MPI_FLOAT
,
 
1
,
 
MSG_DATA
,
 
MPI_COMM_WORLD
);

  
MPI_Send
 
(
array
 
+
 
N
 
/
 
2
,
 
N
 
/
 
2
,
 
MPI_FLOAT
,
 
2
,
 
MSG_DATA
,
 
MPI_COMM_WORLD
);

  
// Vyzvedneme si vysledky od sluhu

  
MPI_Recv
 
(
&
tmpsum
,
 
1
,
 
MPI_DOUBLE
,
 
1
,
 
MSG_RESULT
,
 
MPI_COMM_WORLD
,
 
&
status
);

  
mysum
 
+=
 
tmpsum
;

  
MPI_Recv
 
(
&
tmpsum
,
 
1
,
 
MPI_DOUBLE
,
 
2
,
 
MSG_RESULT
,
 
MPI_COMM_WORLD
,
 
&
status
);

  
mysum
 
+=
 
tmpsum
;

  
printf
 
(
"%lf
\n
"
,
 
mysum
);

}

/* kod sluhu – sectou cast pole kterou obdrzeli a vrati panovi */

void
 
slave
 
(
void
)
 
{

  
float
 
array
[
N
];

  
double
 
sum
;

  
unsigned
 
long
 
long
 
i
;

  
MPI_Status
 
status
;

  
// prijmeme polovicku pole

  
MPI_Recv
 
(
array
,
 
N
 
/
 
2
,
 
MPI_FLOAT
,
 
0
,
 
MSG_DATA
,
 
MPI_COMM_WORLD
,
 
&
status
);

  
for
 
(
i
 
=
 
0
,
 
sum
 
=
 
0
;
 
i
 
<
 
N
 
/
 
2
;
 
i
++
)

    
sum
 
+=
 
array
[
i
];

  
// vratime vysledek panovi

  
MPI_Send
 
(
&
sum
,
 
1
,
 
MPI_DOUBLE
,
 
0
,
 
MSG_RESULT
,
 
MPI_COMM_WORLD
);

}

```

## Alternativy
Ačkoli je standard MPI v oblasti paralelního počítání velmi rozšířený, není jediným. Jeho hlavním „konkurentem“ je systém PVM.